# ホークス&スポーツ
ホークス&スポーツは2018年10月12日から2024年10月27日まで断続的にRKB毎日放送（RKBラジオ）で放送されていたスポーツ番組である。

## 番組概要
2015・2016年度に放送された「RKBエキサイトホークス 延・長・戦!」、および2017年度に放送された「ホークス花の応援団 日曜版」の流れを組む番組で、オフシーズンにおけるホークス情報に加え、高校生などアマチュアスポーツなどの情報を紹介する番組。2018年春にRKBへ入社した井口謙アナウンサーの初レギュラー番組でもあった。
プロ野球シーズン中も、2019年度ならびに2020年度については、月に1回の割合で、『RKBエキサイトホークス』にて中継するカードがない日に不定期に編成された（2018年までレインコートプロとして主に編成されていた『鬼スポ!花の応援団』がレギュラーとして編成されないことに伴う措置）。2019年のオフシーズンは放送時間を1時間後ろ倒ししてレギュラー放送を再開するが、前年度の内包番組であった『ネットワークトゥデイ』（TBSラジオ制作）は本番組から切り離される。
2020年は新型コロナウィルス感染拡大の影響でプロ野球の開幕が6月に延期され、日程も組み直されたことから、開幕前は当初のスケジュールに従い放送されたが、開幕後は移動日に1回のみの放送となった。同年ナイターオフについては上杉以外のレギュラーを入れ替え、放送時間を前年よりさらに後ろ倒ししたうえで、プロ野球の公式戦全日程終了後の11月13日から放送を開始した。
2021年3月のプロ野球開幕を以って一旦終了。同年度のプロ野球シーズンに野球中継がない場合には『Be colorful Spice』（RKB開局70周年のスローガン「Be colorful」と連動した日替わり企画番組）が放送されているため、本番組の不定期放送は行われていなかったが、その『Be colorful Spice』の一企画扱いとして7月27日に復活特番を放送。出演者は2020年度オフ版と同じ。
2021年10月3日より、『鬼ちゃん・西やんの日曜ちゃちゃちゃ』終了に伴う日曜昼帯の再編で、通年番組として放送再開。パーソナリティは上杉あずさ。プロ野球開催期間中は『RKBエキサイトホークス』の前座番組ならびに雨傘番組の役割を兼ねた。
なお、2024年度はナイターオフのワイド番組である『サンデーウォッチR』の開始に伴い、ナイターシーズンのみ（10月まで）の放送となった。翌2025年度も『サンデーウォッチR』を『エキサイトホークス』の前座番組としたため、同番組へ機能を統合する形となって編成されないことになったが、上杉もナイターシーズン限定で続投し、「～ミラスタ～未来のスター、夢の舞台へ」のコーナーも引き継がれている。

## 放送時間

### ナイターオフシーズン
- 金曜日 17:00～19:30（JST。2018年10月12日 - 2019年3月22日）
- 金曜日 17:48～20:30（JST。2019年10月4日 - 2020年3月27日）
- 金曜日 19:00～21:00（JST。2020年11月13日 - 2021年3月19日）
- 日曜日 12:30～13:00（JST 2021年11月7日 - 2022年3月20日、2022年11月6日 - 2023年3月26日）
  - 2021年度は福岡ソフトバンクホークスがクライマックスシリーズへの出場を逸したため、11月7日から上記の30分枠で放送。本来野球中継（もしくはそれに伴う定時番組振替枠）に充てるはずだった13・14時台は12月に改編のため、11月の間は特別番組・再放送番組等で埋め合わせた[2]。
- 日曜日 12:15～12:55（JST 2023年10月1日 - 2024年3月31日）

### ナイターシーズン
- 概ね月1回不定期 17:48～21:00（JST。2019年4月26日・5月17日・6月27日・7月18日・8月9日・9月25日、2020年4月9日・5月5日・6月16日・8月14日）
  - 放送日が火曜日にあたる場合、『RKBエキサイトホークス』同様に山口放送・長崎放送（NBCラジオ佐賀含む）・熊本放送・大分放送・南日本放送へもネットされる。
  - 2020年は新型コロナウィルスの影響で6月19日までプロ野球の開幕が延期され、試合日程も組み直されたため、本番組の放送日程も見直された。
- 日曜日 12:30～12:54（最大16:00）（JST 2021年10月3日 - 10月31日）
  - 番組終了時間は『RKBエキサイトホークス』のデーゲーム中継開始時刻に合わせて適宜調整され（上記は13時開始の場合。14時からであるときは13:54までというように試合開始6分前まで時間枠を調整する）、中継予定試合が中止の場合は16:00まで放送。当日のホークス戦がナイトゲームの場合、当該時間帯に本来放送される定時番組の振替放送を考慮して放送時間を設定する。なお、試合のない2021年10月31日は第49回衆議院議員総選挙に伴う特別編成のため、12:30～13:30までの1時間枠で放送。
- 日曜日 12:30～12:54（最大15:30）（JST 2022年3月27日 - 10月30日、2023年4月2日 - 9月24日）
  - 概ね2021年10月と同じ体制であるが、中継予定試合が中止の場合は15:30までとし、15:30以降は後枠の『コウズマユウタ Sunday Cruisin'』を前拡大して対応するようになった。2022年は福岡ソフトバンクホークスのクライマックスシリーズ敗退後も、改編時期の都合で10月いっぱいは中継予定試合中止時と同じ体制で放送。
- 日曜日 12:30～12:55（最大15:00）（JST 2024年4月7日 - 10月27日）
  - 『GOGO競馬サンデー!』が通年放送となった影響で、中継予定試合が中止となった場合の最大放送枠も15:00までとなる。2024年は『サンデーウォッチR』の開始が11月からとなるため、10月いっぱいは本番組を継続。

## パーソナリティ
上杉以外はRKBアナウンサー。
- 上杉あずさ

過去のパーソナリティ
- 宮脇憲一（放送開始 - 2020年8月14日）
- 井口謙（放送開始 - 2020年8月14日）
- 田中友英（2020年11月13日 - 2021年3月19日、2021年7月27日）
- 本田奈也花（2020年11月13日 - 2021年3月19日、2021年7月27日）

## コーナー
- 今週のホークス ベスト5
- みらスタ～未来のスター夢の舞台へ～（2019年度までは「みらスタ～未来のスター東京2020～」）
- サッカー大好き～J1への道～
- アフター現役～アスリートのセカンドキャリア～
- ウィークエンドスポーツ
- イイダ靴下 presents GANGANサガン鳥栖（2022年4月 - ）
- あずさのビタミンぷらす

### 過去のコーナー
- ぞっこんホークス～週刊!鷹ニュース（ナイターシーズンは「月刊!鷹ニュース」となる）
- ぞっこんホークス～甦る!名勝負実況
- プレゼンの時間です
- だから ホークス
- 井口謙のハードルを越えていけ
- ネットワークTODAY／ネットワークフラッシュ／ほっとインフォメーション（フロート番組。2019年度より独立番組へ移行）
- 快適生活ラジオショッピング

## 特別番組
- ホークス&スポーツスペシャル 秋のスポーツざんまい（2019年9月23日 6:30 - 12:54、ゲスト：攝津正）[3]
- Be colorful Spice『復活! ホークス&スポーツ 1軍へ這い上がれ』（2021年7月27日 17:48 - 21:00、火曜日の『RKBエキサイトホークス』ネット局でも放送）